# Hermann Meyer-Lindenberg

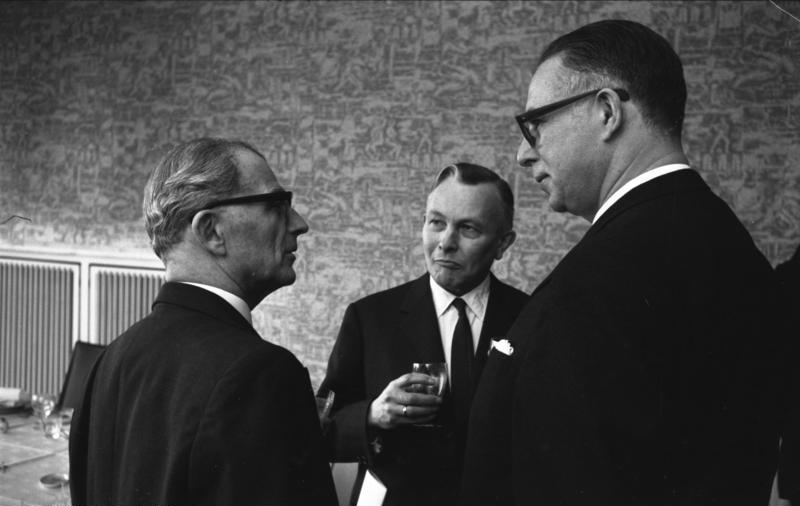
Von links: Ministerialdirektor Dr. Günther Joel, Ministerialdirigent Dr. Herbert Knolle, Hermann Meyer-Lindenberg

Hermann Meyer-Lindenberg (* 13. Mai 1912 in Berlin; † 16. Juli 1982 in München) war ein deutscher Diplomat.

## Leben
Die Eltern von Hermann Meyer-Lindenberg waren Margarete Lindenberg und Oscar Meyer. Er machte sein Abitur am Königstädtischen Gymnasium in Berlin. Meyer-Lindenberg studierte an den Universitäten Heidelberg und Berlin. Die Übergabe der Regierung an die Nationalsozialisten zwang die Familie zur Emigration. Hermann Meyer-Lindenberg setzte sein Studium an der Columbia University und am Genfer Hochschulinstitut für internationale Studien fort. Er erhielt ein Stipendium des Instituts, mit dem er 1936 in mehreren deutschen Archiven, besonders in Tirol, forschte. Meyer-Lindenberg wurde 1935 in Genf zum Docteur ès sciences mit einer Betrachtung zu Das Problem der europäischen Organisation und das Geistesleben der Restaurationsepoche promoviert. Hermann Meyer-Lindenberg war verheiratet mit Marie-Rosa Malchia Gräfin Resseguier von Miremont (* 1. November 1914). Sie hatten zwei Söhne, Peter und Johannes Meyer-Lindenberg. Hermann Meyer-Lindenberg ist der Großvater von Andreas Meyer-Lindenberg. 1937 erhielt er eine Professur für Völker- und Verwaltungsrecht an der Päpstlichen Universität Xaveriana in Bogotá, wo er bis 1952 lehrte und 1940 zum Doktor der Rechtswissenschaften promoviert wurde.
1954 trat Hermann Meyer-Lindenberg in den auswärtigen Dienst der Bundesrepublik Deutschland. 1960 war Ministerialdirigent Hermann Meyer-Lindenberg stellvertretender Leiter der Rechtsabteilung (Referat 206) im Auswärtigen Amt. 1965 wurde Meyer-Lindenberg Leiter der Abteilung West I im AA. Von 1966 bis 1968 leitete Hermann Meyer-Lindenberg die Abteilung Politik im Auswärtigen Amt. Im März 1966 besuchte er mit Außenminister Gerhard Schröder und Pressereferent Jörg Kastl den spanischen Außenminister Fernando María Castiella und Agustín Muñoz Grandes. 1968 richtete er im Auftrag von Postminister Werner Dollinger und Francisco Franco das Postsparbuch in Spanien ein.
Am 6. Februar 1974 überreichte Meyer-Lindenberg sein Akkreditierungsschreiben Giovanni Leone und wurde Ambasciatore della Repubblica Federale di Germania Roma. Am 21. Februar 1975 berichtete Meyer-Lindenberg über die Gespräche von Hans-Dietrich Genscher mit Aldo Moro und Mariano Rumor über das PAL System.

## Ehrungen
- 1972: Großes Verdienstkreuz der Bundesrepublik Deutschland

## Veröffentlichungen
- Die VIII. panamerikanische Konferenz zu Lima (9. bis 27. Dezember 1938). 1939
- „Kulturelle und historische Grundlagen der Beziehungen Chinas zum Ausland.“ erschienen in „Schriftenreihe der Gesellschaft fuer Auslandskunde e.V., Heft 1“, 1979